# Downtown Crossing (Metro de Boston)
Downtown Crossing es una estación en la línea Naranja, línea Plata y la línea Roja del Metro de Boston. La estación se encuentra localizada en 426 Calle Washington en Boston, Massachusetts. La estación Downtown Crossing fue inaugurada el 30 de noviembre de 1908. La Autoridad de Transporte de la Bahía de Massachusetts es la encargada por el mantenimiento y administración de la estación. 

## Descripción
La estación Downtown Crossing cuenta con 4 plataformas laterales y 4 vías. 

## Conexiones
La estación es abastecida por las siguientes conexiones: 
- Rutas de autobuses: 7, 11, 92, 93, 448, 449, 459, 500, 501, 504, 505, 553, 554, 555, 556, 558, SL5